# Ban Chấp hành Trung ương Đảng Cộng sản Cuba khóa VII
Ban Chấp hành Trung ương Đảng Cộng sản Cuba khóa VII hay còn được gọi Ban Chấp hành Trung ương Đảng khóa VII, Trung ương Đảng khóa VII là cơ quan do Đại hội Đại biểu Đảng Cộng sản Cuba khóa VII bầu ra vào ngày 19/4/2016.

## Hội nghị Trung ương
| Hội nghị Trung ương | Bắt đầu - Kết thúc | Thời gian | Nội dung chính |
| ------------------- | ------------------ | --------- | --- |
| I                   | 16/04/2016         | 1 ngày    | Hội nghị Trung ương tiếp tục bầu Raul Castro làm bí thư thứ nhất và José Ramón Machado Ventura làm bí thư thứ hai. Bầu bộ chính trị gồm 17 ủy viên. Ban Bí thư gồm 7 ủy viên. |
| II                  | 7-8/7/2016         | 2 ngày    | Hội nghị thảo luận về hiệu quả của nền kinh tế. Ngân sách nhà nước, kế hoạch kinh tế 6 tháng đâu năm. Hội nghị đưa một số vấn đề về ngân sách, chi phí ra kỳ họp thứ 6 Quốc hội Chính quyền Nhân dân thảo luận. |
| III                 | 18-19/5/2017       | 2 ngày    | Hội nghị thông qua 3 văn kiện định hướng quá trình cập nhật mô hình kinh tế - xã hội xã hội chủ nghĩa. Đồng thời đưa 2 văn kiện thảo luận tại Quốc hội về xác định khái niệm mô hình phát triển kinh tế - xã hội chủ nghĩa xã hội Cuba và các chủ trương chính sách kinh tế - xã hội của Đảng và cách mạng bổ sung, sửa đổi. Hội nghị cũng thông báo cho các đại biểu Quốc hội về tiến trình xây dựng kế hoạch phát triển kinh tế - xã hội tới năm 2030. |
| IV                  | 20-22/12/2017      | 3 ngày    | Hội nghị đề cập đến việc kiểm soát hoàn thành công việc trong các văn kiện được phê duyệt trong Đại hội Đảng VII. Tiếp tục nghiên cứu chính sách kinh tế, đồng thời thảo luận về nhân sự Quốc hội. |
| V                   | 26-27/03/2018      | 2 ngày    | Hội nghị đã phân tích các vấn đề quan trọng liên quan đến việc cập nhật mô hình kinh tế xã hội của Cuba. Các chính sách về nhà ở, một số nghiên cứu về cải cách như Hiến pháp cũng được thảo luận. |
| VI                  | 3-5/5/2018         | 2 ngày    | Hội nghị thảo luận về việc sửa đổi Hiến pháp |
| VII                 | 4-06/07/2018       | 3 ngày    | Hội nghị đã xem xét dự thảo hiến pháp giới thiệu những cải cách quan trọng |
| VIII                | 13-14/12/2018      | 2 ngày    | Hội nghị đã thảo luận về dự thảo Hiến pháp mới sau khi kết thúc quá trình tham vấn nhân dân cả nước kéo dài hơn ba tháng trước đó |
| IX                  | 12-14/04/2019      | 3 ngày    | Hội nghị đã phân tích tiến trình hình thành Kế hoạch Phát triển Kinh tế và Xã hội cho đến năm 2030, tình hình hiện tại của nền kinh tế Cuba và việc thực hiện Nguyên tắc chính sách kinh tế và xã hội của Đảng và Cách mạng trong giai đoạn 2016-2021 |
| X                   | 12-14/07/2019      | 2 ngày    | Hội nghị đã họp về việc thực hiện Kế hoạch kinh tế trong nửa đầu năm, thanh lý Ngân sách Nhà nước năm 2018, cũng như các yếu tố chính đặc trưng cho luật bầu cử mới |
| XI                  | 19-20/12/2019      | 2 ngày    | Hội nghị thảo luận việc dự kiến tổ chức Đại hội Đảng lần thứ VIII từ ngày 16 đến ngày 19 tháng 4 năm 2021 |

## Bộ Chính trị
| Thứ tự | Tên                        | Chức vụ Đảng và Nhà nước                                                    | Ghi chú khác |
| ------ | -------------------------- | --------------------------------------------------------------------------- | ------------ |
| 1      | Raul Castro Ruz            | Bí thư thứ nhất (2016-)                                                     |              |
| 2      | José Ramón Machado Ventura | Bí thư thứ hai (2016-)                                                      |              |
| 3      | Miguel Díaz-Canel Bermúdez | Chủ tịch nước                                                               |              |
| 4      | Esteban Lazo               | Chủ tịch Quốc hội                                                           |              |
| 5      | Ramiro Valdés              | Phó Chủ tịch Hội đồng Nhà nước và Hội đồng Bộ trưởng (2009-)                |              |
| 6      | Salvador Valdés            | Phó Chủ tịch nước                                                           |              |
| 7      | Leopoldo Cintra            | Bộ trưởng Các lực lượng vũ trang (2011-)                                    |              |
| 8      | Bruno Rodríguez            | Bộ trưởng Ngoại giao (2013-)                                                |              |
| 9      | Marino Murillo             | Phó Chủ tịch Hội đồng Bộ trưởng kiêm Bộ trưởng Kinh tế (2013-)              |              |
| 10     | Mercedes López             | Bí thư Thành ủy La Habana (2015-)                                           |              |
| 11     | Álvaro López               | Thứ trưởng Thứ nhất, Tổng Tham mưu trưởng Bộ Các lực lượng vũ trang (2013-) |              |
| 12     | Ramón Espinosa             | Thứ trưởng Bộ Các lực lượng vũ trang (2013-)                                |              |
| 13     | Ulises Guilarte            | Tổng thư ký Liên đoàn Lao động (2013-)                                      |              |
| 14     | Roberto Morales            | Bộ trưởng Y tế (2013-)                                                      |              |
| 15     | Miriam Nicado              | Ủy viên Hội đồng Nhà nước, Hiệu trưởng Đại học Tin học quốc gia UCI (2013-) |              |
| 16     | Teresa Amarelle            | Tổng thư ký Hội Liên hiệp Phụ nữ                                            |              |
| 17     | Marta Ayala                | Giám đốc Viện nghiên cứu Gen và Công nghệ sinh học                          |              |

## Ban Bí thư Trung ương Đảng
| Thứ tự | Tên                         | Chức vụ Đảng và Nhà nước                                               | Ghi chú khác         |
| ------ | --------------------------- | ---------------------------------------------------------------------- | -------------------- |
| 1      | Raul Castro                 | Ủy viên Bộ Chính trị Bí thư thư nhất Trung ương Đảng                   |                      |
| 2      | José Ramón Machado Ventura  | Ủy viên Bộ Chính trị Bí thư thư hai Trung ương Đảng                    |                      |
| 3      | Abelardo Álvarez Gil        | Trưởng ban Ban Tổ chức và Cán bộ Trung ương                            |                      |
| 4      | José Ramón Balaguer Cabrera | Trưởng ban Đối ngoại Trung ương                                        |                      |
| 5      | Olga Lidia Tapia Iglesias   | Trưởng ban Ban Giáo dục, Khoa học và Thể thao Trung ương               |                      |
| 6      | Jorge Cuevas Ramos          | Trưởng ban Ban Giao thông, Du lịch, Truyền thông và Dịch vụ Trung ương |                      |
| 7      | Omar Fernando Ruiz Martín   | Trưởng ban Ban Xây dựng và Công nghiệp Trung ương                      |                      |
| 8      | Víctor Fidel Gaute López    | Trưởng ban tuyên giáo xã hội Cuba tại Venezuela                        | Bổ sung tháng 3/2018 |

## Các ban Đảng Trung ương
| Các Ban Đảng Trung ương                                     | Chức vụ       | Lãnh đạo                        | Kiêm nhiệm              | Nhiệm kỳ                            | Ghi chú                          |
| ----------------------------------------------------------- | ------------- | ------------------------------- | ----------------------- | ----------------------------------- | -------------------------------- |
| Ban Tổ chức và Cán bộ Trung ương                            | Trưởng ban    | Abelardo Álvarez Gil            | Bí thư Trung ương Đảng  | 19/4/2016-19/4/2021 5 năm, 0 ngày   |                                  |
| Ban Đối ngoại Trung ương                                    | Trưởng ban    | José Ramón Balaguer Cabrera     | Bí thư Trung ương Đảng  | 19/4/2016-19/4/2021 5 năm, 0 ngày   |                                  |
| Ban Giao thông, Du lịch, Truyền thông và Dịch vụ Trung ương | Trưởng ban    | Jorge Cuevas Ramos              | Bí thư Trung ương Đảng  | 19/4/2016-19/4/2021 5 năm, 0 ngày   |                                  |
| Ban Thực phẩm và Nông nghiệp Trung ương                     | Trưởng ban    | Santiago Pérez Castellanos      | Ủy viên Trung ương Đảng | 19/4/2016-19/4/2021 5 năm, 0 ngày   |                                  |
| Ban Xây dựng và Công nghiệp Trung ương                      | Trưởng ban    | Omar Fernando Ruiz Martín       | Bí thư Trung ương Đảng  | 19/4/2016-19/4/2021 5 năm, 0 ngày   |                                  |
| Ban Giáo dục, Khoa học và Thể thao Trung ương               | Trưởng ban    | Olga Lidia Tapia Iglesias       | Bí thư Trung ương Đảng  | 19/4/2016-19/4/2021 5 năm, 0 ngày   |                                  |
| Ban Các vấn đề Tôn giáo Trung ương                          | Trưởng ban    | Caridad del Rosario Diego Bello | Ủy viên Trung ương Đảng | 19/4/2016-19/4/2021 5 năm, 0 ngày   |                                  |
| Ban Tư tưởng Trung ương                                     | Trưởng ban    | Joel Suárez Pellé               |                         | 19/4/2016-19/4/2021 5 năm, 0 ngày   |                                  |
| Ban Văn hóa Tuyên truyền Trung ương                         | Trưởng ban    | Roberto Montesinos Pérez        |                         | 19/4/2016-19/4/2021 5 năm, 0 ngày   |                                  |
| Báo Granma                                                  | Tổng biên tập | Pelayo Terry Cuervo             |                         | 19/4/2016-9/11/2017 1 năm, 204 ngày | Kỷ luật do vi phạm quy định Đảng |
| Báo Granma                                                  | Tổng biên tập | Oscar Sánchez Serra             |                         | 9/11/2017-19/4/2021 3 năm, 161 ngày |                                  |
| Trường Đảng cao cấp Ñico Lopez                              | Hiệu trưởng   | Rosario del Pilar Pentón Díaz   | Ủy viên Trung ương Đảng | 19/4/2016-19/4/2021 5 năm, 0 ngày   |                                  |

## Ủy viên Trung ương Đảng
Ủy viên Bộ Chính trị
      Ủy viên Ban Bí thư
      Ủy viên Trung ương Đảng
| STT | Họ tên                                   | Chức vụ khi được bầu                                 | Chức vụ khi được bầu | Chức vụ đảm nhiệm      | Chức vụ đảm nhiệm | Chức vụ đảm nhiệm | Ghi chú                          |
| STT | Họ tên                                   | Chức vụ khi được bầu                                 | Chức vụ khi được bầu | Chức vụ                | Chức vụ | Nhiệm kỳ          | Ghi chú                          |
| --- | ---------------------------------------- | ---------------------------------------------------- | --- | ---------------------- | --- | ----------------- | -------------------------------- |
| 1   | Đại tướng Raúl Castro Ruz                |                                                      | Bí thư thứ nhất Trung ương Đảng Chủ tịch Hội đồng Nhà nước và Hội đồng Bộ trưởng Cuba                                                  |                        | Bí thư thứ nhất Trung ương Đảng | 4/2018-4/2021     |                                  |
| 2   | José Ramón Machado Ventura               |                                                      | Bí thư thứ hai Trung ương Đảng Phó Chủ tịch Hội đồng Nhà nước và Hội đồng Bộ trưởng Cuba                                               |                        | Bí thư thứ hai Trung ương Đảng | 4/2018-4/2021     |                                  |
| 3   | Miguel Mario Díaz-Canel Bermúdez         |                                                      | Phó Chủ tịch thứ nhất Hội đồng Nhà nước và Hội đồng Bộ trưởng                                                                          |                        | Chủ tịch Hội đồng Nhà nước và Hội đồng Bộ trưởng                                                                                       | 4/2018-10/2019    |                                  |
| 3   | Miguel Mario Díaz-Canel Bermúdez         | Chủ tịch nước Cộng hòa Chủ tịch Hội đồng Bộ trưởng   | Phó Chủ tịch thứ nhất Hội đồng Nhà nước và Hội đồng Bộ trưởng                                                                          | 10/2019-4/2021         | |                   |                                  |
| 4   | Salvador Valdés Mesa                     |                                                      | Phó Chủ tịch Hội đồng Nhà nước |                        | Phó Chủ tịch thứ nhất Hội đồng Nhà nước và Hội đồng Bộ trưởng                                                                          | 4/2018-10/2019    |                                  |
| 4   | Salvador Valdés Mesa                     | Phó chủ tịch nước Cộng hòa                           | Phó Chủ tịch Hội đồng Nhà nước | 10/2019-4/2021         | |                   |                                  |
| 5   | Tư lệnh cách mạng Ramiro Valdés Menéndez |                                                      | Phó Chủ tịch Hội đồng Nhà nước và Hội đồng Bộ trưởng                                                                                   |                        | Phó Thủ tướng Chính phủ | 10/2019-4/2021    |                                  |
| 6   | Roberto Morales Ojeda                    |                                                      | Bộ trưởng Bộ Y tế |                        | Phó Chủ tịch Hội đồng Nhà nước và Hội đồng Bộ trưởng Bộ trưởng Bộ Y tế                                                                 | 4/2018-7/2018     |                                  |
| 6   | Roberto Morales Ojeda                    | Phó Chủ tịch Hội đồng Nhà nước và Hội đồng Bộ trưởng | Bộ trưởng Bộ Y tế | 7/2018-12/2019         | |                   |                                  |
| 6   | Roberto Morales Ojeda                    | Phó Thủ tướng Chính phủ                              | Bộ trưởng Bộ Y tế | 12/2019-4/2021         | |                   |                                  |
| 7   | Lázara Mercedes López Acea               |                                                      | Phó Chủ tịch Hội đồng Nhà nước Bí thư thứ nhất Thành ủy La Habana                                                                      |                        | Bí thư thứ nhất Thành ủy La Habana | 4/2018-6/2018     | Bí thư Trung ương Đảng từ 7/2018 |
| 7   | Lázara Mercedes López Acea               |                                                      | Phó Chủ tịch Hội đồng Nhà nước Bí thư thứ nhất Thành ủy La Habana                                                                      | Bí thư Trung ương Đảng | 6/2018-4/2021 |                   | Bí thư Trung ương Đảng từ 7/2018 |
| 8   | Esteban Lazo Hernández                   |                                                      | Chủ tịch Quốc hội của Chính quyền Nhân dân                                                                                             |                        | Chủ tịch Quốc hội của Chính quyền Nhân dân Chủ tịch Hội đồng Nhà nước                                                                  | 10/2019-4/2021    |                                  |
| 9   | Marino Alberto Murillo Jorge             |                                                      | Phó Chủ tịch Hội đồng Bộ trưởng kiêm Bộ trưởng Kinh tế                                                                                 |                        | Phó Chủ tịch Hội đồng Bộ trưởng | 10/2016-4/2018    |                                  |
| 10  | Đại tướng Leopoldo Cintra Frías          |                                                      | Ủy viên Hội đồng Nhà nước Bộ trưởng Bộ các lực lượng vũ trang cách mạng                                                                |                        | Bộ trưởng Bộ các lực lượng vũ trang cách mạng                                                                                          | 10/2019-4/2021    |                                  |
| 11  | Bruno Rodríguez Parrilla                 |                                                      | Ủy viên Hội đồng Nhà nước Bộ trưởng Ngoại giao                                                                                         |                        | Bộ trưởng Ngoại giao | 10/2019-4/2021    |                                  |
| 12  | Đại tướng Álvaro López Miera             |                                                      | Tổng tham mưu trưởng Thứ trưởng thứ nhất Bộ các lực lượng vũ trang cách mạng                                                           |                        | Tổng tham mưu trưởng Thứ trưởng thứ nhất Bộ các lực lượng vũ trang cách mạng                                                           | 10/2016-4/2021    |                                  |
| 13  | Đại tướng Ramón Espinosa Martín          |                                                      | Thứ trưởng Bộ các lực lượng vũ trang cách mạng                                                                                         |                        | Thứ trưởng Bộ các lực lượng vũ trang cách mạng                                                                                         | 10/2016-4/2021    |                                  |
| 14  | Ulises Guilarte de Nacimiento            |                                                      | Ủy viên Hội đồng Nhà nước Tổng thư ký Trung tâm những người lao động Cuba (CTC)                                                        |                        | Ủy viên Hội đồng Nhà nước Tổng thư ký Trung tâm những người lao động Cuba (CTC)                                                        | 10/2016-4/2021    |                                  |
| 15  | Teresa María Amarelle Boué               |                                                      | Ủy viên Hội đồng Nhà nước Tổng thư ký Hội Liên hiệp Phụ nữ                                                                             |                        | Ủy viên Hội đồng Nhà nước Tổng thư ký Hội Liên hiệp Phụ nữ                                                                             | 10/2016-4/2021    |                                  |
| 16  | Miriam Nicado García                     |                                                      | Ủy viên Hội đồng Nhà nước Hiệu trưởng Trường Đại học Khoa học Thông tin                                                                |                        | Ủy viên Hội đồng Nhà nước Hiệu trưởng Trường Đại học Khoa học Thông tin                                                                | 10/2016-4/2021    |                                  |
| 17  | Marta Ayala Ávila                        |                                                      | Giám đốc Viện nghiên cứu Gen và Công nghệ sinh học                                                                                     |                        | Giám đốc Viện nghiên cứu Gen và Công nghệ sinh học                                                                                     | 10/2016-4/2021    |                                  |
| 18  | Abelardo Álvarez Gil                     |                                                      | Trưởng ban Ban Tổ chức Cán bộ Trung ương Đảng                                                                                          |                        | Trưởng ban Ban Tổ chức Cán bộ Trung ương Đảng                                                                                          | 10/2016-4/2021    |                                  |
| 19  | José Ramón Balaguer Cabrera              |                                                      | Trưởng ban Ban Đối ngoại Trung ương Đảng                                                                                               |                        | Trưởng ban Ban Đối ngoại Trung ương Đảng                                                                                               | 10/2016-4/2021    |                                  |
| 20  | Olga Lidia Tapia Iglesias                |                                                      | Trưởng ban Ban Giáo dục, Khoa học và Thể thao Trung ương Đảng                                                                          |                        | Trưởng ban Ban Giáo dục, Khoa học và Thể thao Trung ương Đảng                                                                          | 10/2016-4/2021    |                                  |
| 21  | Omar Ruiz Martín                         |                                                      | Trưởng ban Ban Xây dựng và Công nghiệp Trung ương Đảng                                                                                 |                        | Trưởng ban Ban Xây dựng và Công nghiệp Trung ương Đảng                                                                                 | 10/2016-4/2021    |                                  |
| 22  | Jorge Cuevas Ramos                       |                                                      | Trưởng ban Ban Giao thông, Du lịch, Truyền thông và Dịch vụ Trung ương Đảng                                                            |                        | Trưởng ban Ban Giao thông, Du lịch, Truyền thông và Dịch vụ Trung ương Đảng                                                            | 10/2016-4/2021    |                                  |
| 23  | Víctor Fidel Gaute López                 |                                                      | Trưởng ban tuyên giáo xã hội Cuba tại Venezuela                                                                                        |                        | Trưởng ban Tư tưởng Trung ương Đảng | 3/2018-4/2021     | Bí thư Trung ương Đảng từ 3/2018 |
| 24  | Guillermo García Frías                   |                                                      | Ủy viên Hội đồng Nhà nước Tổng Giám đốc Bảo vệ Thực thể Quốc gia Động vật và Thực vật                                                  |                        | Tổng Giám đốc Bảo vệ Thực thể Quốc gia Động vật và Thực vật                                                                            | 10/2019-4/2021    |                                  |
| 25  | Julio Camacho Aguilera                   |                                                      | Giám đốc Văn phòng Phát triển Toàn diện Guanahacabibes tại Pinar del Río                                                               |                        | Giám đốc Văn phòng Phát triển Toàn diện Guanahacabibes tại Pinar del Río                                                               | 10/2016-4/2021    |                                  |
| 26  | Faure Chomón Mediavilla                  |                                                      | Cố vấn Trung ương Đảng |                        | Cố vấn Trung ương Đảng | 10/2016-12/2019   | Mất khi đang tại nhiệm           |
| 27  | José Ramón Fernández Álvarez             |                                                      | Cố vấn Hội đồng Nhà nước và Hội đồng Bộ trưởng                                                                                         |                        | Cố vấn Hội đồng Nhà nước và Hội đồng Bộ trưởng                                                                                         | 10/2016-1/2019    | Mất khi đang tại nhiệm           |
| 28  | Antonio Enrique Lussón Batlle            |                                                      | Cố vấn Trung ương Đảng |                        | Cố vấn Trung ương Đảng | 10/2016-4/2021    |                                  |
| 29  | Gladys María Bejerano Portela            |                                                      | Phó chủ tịch Nhà nước Tổng kiểm soát Kiểm toán Nhà nước                                                                                |                        | Tổng kiểm soát Kiểm toán Nhà nước | 10/2019-4/2021    |                                  |
| 30  | Inés María Chapman Waugh                 |                                                      | Ủy viên Hội đồng Nhà nước Chủ tịch Viện Tài nguyên nước Quốc gia                                                                       |                        | Phó Chủ tịch Hội đồng Nhà nước và Hội đồng Bộ trưởng                                                                                   | 4/2018-12/2019    |                                  |
| 30  | Inés María Chapman Waugh                 | Phó Thủ tướng Chính phủ                              | Ủy viên Hội đồng Nhà nước Chủ tịch Viện Tài nguyên nước Quốc gia                                                                       | 12/2019-4/2021         | |                   |                                  |
| 31  | Beatriz Jhonson Urrutia                  |                                                      | Phó Chủ tịch Hội đồng Chính quyền Nhân dân tỉnh Santiago de Cuba                                                                       |                        | Chủ tịch Hội đồng Chính quyền Nhân dân tỉnh Santiago de Cuba                                                                           | 7/2017-4/2021     |                                  |
| 31  | Beatriz Jhonson Urrutia                  | Phó chủ tịch Hội đồng Nhà nước                       | Phó Chủ tịch Hội đồng Chính quyền Nhân dân tỉnh Santiago de Cuba                                                                       | 4/2018-10/2019         | |                   |                                  |
| 31  | Beatriz Jhonson Urrutia                  | Ủy viên Hội đồng Nhà nước                            | Phó Chủ tịch Hội đồng Chính quyền Nhân dân tỉnh Santiago de Cuba                                                                       | 10/2019-4/2021         | |                   |                                  |
| 32  | Ana María Mari Machado                   |                                                      | Phó Chủ tịch Quốc hội Chính quyền Nhân dân Quốc gia                                                                                    |                        | Phó Chủ tịch Hội đồng Nhà nước Phó Chủ tịch Quốc hội của Chính quyền Nhân dân                                                          | 12/2019-4/2021    |                                  |
| 33  | Homero Acosta Álvarez                    |                                                      | Thư ký Hội đồng Nhà nước |                        | Thư ký Quốc hội Chính quyền Nhân dân                                                                                                   | 10/2019-4/2021    |                                  |
| 34  | Alina Vicente Gaínza                     |                                                      | Phó Tổng kiểm soát Kiểm toán Nhà nước                                                                                                  |                        | Phó Tổng kiểm soát Kiểm toán Nhà nước                                                                                                  | 10/2016-4/2021    |                                  |
| 35  | Yamila Peña Ojeda                        |                                                      | Trưởng ban Ban Tổ chức và Kế hoạch Viện Kiểm sát Tối cao                                                                               |                        | Phó Viện trưởng Viện Kiểm sát Tối cao                                                                                                  | 1/2017-7/2018     |                                  |
| 35  | Yamila Peña Ojeda                        | Viện trưởng Viện Kiểm sát Tối cao                    | Trưởng ban Ban Tổ chức và Kế hoạch Viện Kiểm sát Tối cao                                                                               | 7/2018-4/2021          | |                   |                                  |
| 36  | Ulises Rosales del Toro                  |                                                      | Phó Chủ tịch Hội đồng Bộ trưởng |                        | Phó Chủ tịch Hội đồng Bộ trưởng | 10/2016-10/2019   |                                  |
| 37  | María del Carmen Concepción González     |                                                      | Bộ trưởng Bộ Công nghiệp Thực phẩm |                        | Chủ tịch Ủy ban Dịch vụ Quốc hội | 7/2018-4/2021     |                                  |
| 38  | Rodrigo Malmierca Díaz                   |                                                      | Bộ trưởng Bộ Ngoại thương và Đầu tư |                        | Bộ trưởng Bộ Ngoại thương và Đầu tư | 10/2016-4/2021    |                                  |
| 39  | Elba Rosa Pérez Montoya                  |                                                      | Bộ trưởng Bộ Khoa học, Công nghệ và Môi trường                                                                                         |                        | Bộ trưởng Bộ Khoa học, Công nghệ và Môi trường                                                                                         | 10/2016-4/2021    |                                  |
| 40  | Lina Olinda Pedraza Rodríguez            |                                                      | Bộ trưởng Bộ Tài chính và Giá cả |                        | Bộ trưởng Bộ Tài chính và Giá cả | 10/2016-1/2019    |                                  |
| 41  | Adel Onofre Yzquierdo Rodríguez          |                                                      | Bộ trưởng Bộ trưởng Bộ Giao thông |                        | Bộ trưởng Bộ Giao thông | 10/2016-1/2019    |                                  |
| 42  | Ernesto Medina Villaveirán               |                                                      | Thống đốc Ngân hàng Trung ương Cuba |                        | Thống đốc Ngân hàng Trung ương Cuba | 10/2016-6/2017    |                                  |
| 43  | José Amado Ricardo Guerra                |                                                      | Thư ký Hội đồng Bộ trưởng |                        | Thư ký Hội đồng Bộ trưởng | 10/2016-4/2021    |                                  |
| 44  | Marcia Fernández Andreu                  |                                                      | Phó Thư ký Hội đồng Bộ trưởng |                        | Phó Thư ký Hội đồng Bộ trưởng | 10/2016-4/2021    |                                  |
| 45  | Trung tướng Leonardo Andollo Valdés      |                                                      | Phó Chủ nhiệm Ủy ban Thường trực Phát triển và Thực hiện Hướng dẫn Đại hội VI                                                          |                        | Chủ nhiệm Ủy ban Thường trực Thực hiện và Phát triển việc cải thiện mô hình kinh tế và xã hội của xã hội Cuba                          | 12/2016-4/2021    |                                  |
| 46  | José Ángel Portal Miranda                |                                                      | Thứ trưởng thứ nhất Bộ Y tế |                        | Bộ trưởng Bộ Y tế | 7/2018-4/2021     |                                  |
| 47  | Marcia Cobas Ruiz                        |                                                      | Thứ trưởng Bộ Y tế |                        | Thứ trưởng Bộ Y tế | 10/2016-4/2021    |                                  |
| 48  | Roberto López Hernández                  |                                                      | Thứ trưởng Bộ Ngoại thương và Đầu tư nước ngoài                                                                                        |                        | Thứ trưởng Bộ Ngoại thương và Đầu tư nước ngoài                                                                                        | 10/2016-4/2021    |                                  |
| 49  | Trung tướng Samuel Rodiles Planas        |                                                      | Viện trưởng Viện Vật lý Kế hoạch |                        | Viện trưởng Viện Vật lý Kế hoạch | 10/2016-4/2021    |                                  |
| 50  | Regla Angulo Pardo                       |                                                      | Giám đốc Trung tâm Hợp tác y tế |                        | Thứ trưởng Bộ Y tế | 10/2018-4/2021    |                                  |
| 51  | Bárbara Miosotys Moreno Delgado          |                                                      | Giám đốc Kinh tế và Kế hoạch Bộ Y tế Công cộng                                                                                         |                        | Giám đốc Kinh tế và Kế hoạch Bộ Y tế Công cộng                                                                                         | 10/2016-4/2021    |                                  |
| 52  | Josefina de la Caridad Vidal Ferreiro    |                                                      | Tổng cục trưởng Cục Hoa Kỳ Bộ Ngoại giao                                                                                               |                        | Đại sứ Cuba tại Canada Tổng cục trưởng Cục Hoa Kỳ Bộ Ngoại giao                                                                        | 2/2018-4/2021     |                                  |
| 53  | Rogelio Polanco Fuentes                  |                                                      | Đại sứ Cuba tại Venezuela |                        | Đại sứ Cuba tại Venezuela | 10/2016-4/2021    |                                  |
| 54  | Julio César Gandarilla Bermejo           |                                                      | Thứ trưởng thứ nhất Bộ Nội vụ |                        | Bộ trưởng Bộ Nội vụ | 1/2017-11/2020    | Mất khi đang tại nhiệm           |
| 55  | Joaquín Quintas Solá                     |                                                      | Thứ trưởng Bộ các lực lượng vũ trang cách mạng                                                                                         |                        | Thứ trưởng Bộ các lực lượng vũ trang cách mạng                                                                                         | 10/2016-4/2021    |                                  |
| 56  | Raúl Rodríguez Lobaina                   |                                                      | Tư lệnh Quân đội miền Trung |                        | Tư lệnh Quân đội miền Trung | 10/2016-4/2021    |                                  |
| 57  | Onelio Aguilera Bermúdez                 |                                                      | Tư lệnh Quân đội miền Tây |                        | Tư lệnh Quân đội miền Tây | 10/2016-4/2021    |                                  |
| 58  | Ramón Pardo Guerra                       |                                                      | Tư lệnh Dân sư Quốc phòng Quốc gia |                        | Tư lệnh Dân sư Quốc phòng Quốc gia | 10/2016-4/2021    |                                  |
| 59  | Romárico Sotomayor García                |                                                      | Chủ nhiệm Chính trị Bộ Nội vụ |                        | Chủ nhiệm Chính trị Bộ Nội vụ | 10/2016-4/2021    |                                  |
| 60  | Jorge Luis Méndez de la Fé               |                                                      | Phó Chủ nhiệm Chính trị Bộ các lực lượng vũ trang cách mạng                                                                            |                        | Chủ nhiệm Chính trị Bộ các lực lượng vũ trang cách mạng                                                                                | 11/2016-4/2021    |                                  |
| 61  | Santiago Pérez Castellanos               |                                                      | Trưởng ban Ban Thực phẩm và Nông nghiệp Trung ương Đảng                                                                                |                        | Trưởng ban Ban Thực phẩm và Nông nghiệp Trung ương Đảng                                                                                | 10/2016-4/2021    |                                  |
| 62  | Caridad Diego Bello                      |                                                      | Trưởng ban Ban Các vấn đề Tôn giáo Trung ương Đảng                                                                                     |                        | Trưởng ban Ban Các vấn đề Tôn giáo Trung ương Đảng                                                                                     | 10/2016-4/2021    |                                  |
| 63  | Miguel Mario Cabrera Castellanos         |                                                      | Phó Trưởng ban Ban Tổ chức và Cán bộ Trung ương Đảng                                                                                   |                        | Phó Trưởng ban Ban Tổ chức và Cán bộ Trung ương Đảng                                                                                   | 10/2016-4/2021    |                                  |
| 64  | Julio César García Rodríguez             |                                                      | Chánh Văn phòng Bí thư thứ hai |                        | Chánh Văn phòng Bí thư thứ hai | 10/2016-4/2021    |                                  |
| 65  | Rosario del Pilar Pentón Díaz            |                                                      | Hiệu trưởng Trường Đảng cao cấp "Ñico Lopez"                                                                                           |                        | Hiệu trưởng Trường Đảng cao cấp "Ñico Lopez"                                                                                           | 10/2016-4/2021    |                                  |
| 66  | Tania León Silveira                      |                                                      | Chủ tịch Hội đồng Chính quyền Nhân dân tỉnh Matanzas                                                                                   |                        | Chủ tịch Hội đồng Chính quyền Nhân dân tỉnh Matanzas                                                                                   | 10/2016-4/2021    |                                  |
| 67  | Reinaldo García Zapata                   |                                                      | Chủ tịch Hội đồng Chính quyền Nhân dân tỉnh La Habana                                                                                  |                        | Chủ tịch Hội đồng Chính quyền Nhân dân tỉnh La Habana                                                                                  | 10/2016-4/2021    |                                  |
| 68  | Carmen Alfonso Oceguera                  |                                                      | Giám sát trưởng Văn phòng Giám sát tỉnh Matanzas                                                                                       |                        | Giám sát trưởng Văn phòng Giám sát tỉnh Matanzas                                                                                       | 10/2016-4/2021    |                                  |
| 69  | Miriam Marbán González                   |                                                      | Giám sát trưởng Văn phòng Giám sát tỉnh La Habana                                                                                      |                        | Giám sát trưởng Văn phòng Giám sát tỉnh La Habana                                                                                      | 10/2016-4/2021    |                                  |
| 70  | Miladys Orraca Castillo                  |                                                      | Giám đốc Sở Y tế Công cộng tỉnh Pinar del Río                                                                                          |                        | Giám đốc Sở Y tế Công cộng tỉnh Pinar del Río                                                                                          | 10/2016-4/2021    |                                  |
| 71  | Yanet Hernández Pérez                    |                                                      | Giám đốc Sở Giáo dục tỉnh La Habana |                        | Giám đốc Sở Giáo dục tỉnh La Habana | 10/2016-4/2021    |                                  |
| 72  | Maryleidis Sosa Trenzado                 |                                                      | Thanh tra Văn phòng quốc gia về sử dụng năng lượng Guantánamo                                                                          |                        | Thanh tra Văn phòng quốc gia về sử dụng năng lượng Guantánamo                                                                          | 10/2016-4/2021    |                                  |
| 73  | Gladys Martínez Verdecia                 |                                                      | Bí thư thứ nhất Tỉnh ủy Pinar del Río                                                                                                  |                        | Bí thư thứ nhất Tỉnh ủy Pinar del Río                                                                                                  | 10/2016-4/2021    |                                  |
| 74  | José Antonio Valeriano Fariñas           |                                                      | Bí thư thứ nhất Tỉnh ủy Artemisa |                        | Bí thư thứ nhất Tỉnh ủy Artemisa | 10/2016-4/2021    |                                  |
| 75  | Juan Miguel García Díaz                  |                                                      | Bí thư thứ nhất Tỉnh ủy Mayabeque |                        | Bí thư thứ nhất Tỉnh ủy Mayabeque | 10/2016-4/2021    |                                  |
| 76  | Manuela Teresa Rojas Monzón              |                                                      | Bí thư thứ nhất Tỉnh ủy Matanzas |                        | Bí thư thứ nhất Tỉnh ủy Matanzas | 10/2016-4/2021    |                                  |
| 77  | Julio Ramiro Lima Corzo                  |                                                      | Bí thư thứ nhất Tỉnh ủy Villa Clara |                        | Bí thư thứ nhất Tỉnh ủy Villa Clara | 10/2016-4/2021    |                                  |
| 78  | José Ramón Monteagudo Ruiz               |                                                      | Bí thư thứ nhất Tỉnh ủy Sancti Spiritus                                                                                                |                        | Bí thư thứ nhất Tỉnh ủy Sancti Spiritus                                                                                                | 10/2016-4/2021    |                                  |
| 79  | Lidia Esther Brunet Nodarse              |                                                      | Bí thư thứ nhất Tỉnh ủy Cienfuegos |                        | Bí thư thứ nhất Tỉnh ủy Cienfuegos | 10/2016-4/2021    |                                  |
| 80  | Félix Duarte Ortega                      |                                                      | Bí thư thứ nhất Tỉnh ủy Ciego de Ávila                                                                                                 |                        | Bí thư thứ nhất Tỉnh ủy Ciego de Ávila                                                                                                 | 10/2016-4/2021    |                                  |
| 81  | Ariel Santana Santiesteban               |                                                      | Bí thư thứ nhất Tỉnh ủy Las Tunas |                        | Bí thư thứ nhất Tỉnh ủy Las Tunas | 10/2016-4/2021    |                                  |
| 82  | Jorge Luis Tapia Fonseca                 |                                                      | Bí thư thứ nhất Tỉnh ủy Camagüey |                        | Bí thư thứ nhất Tỉnh ủy Camagüey | 10/2016-4/2021    |                                  |
| 83  | Luis Torres Iríbar                       |                                                      | Bí thư thứ nhất Tỉnh ủy Holguín |                        | Bí thư thứ nhất Tỉnh ủy Holguín | 10/2016-4/2021    |                                  |
| 84  | Federico Hernández Hernández             |                                                      | Bí thư thứ nhất Tỉnh ủy Granma |                        | Bí thư thứ nhất Tỉnh ủy Granma | 10/2016-4/2021    |                                  |
| 85  | Lázaro Expósito Canto                    |                                                      | Bí thư thứ nhất Tỉnh ủy Santiago de Cuba                                                                                               |                        | Bí thư thứ nhất Tỉnh ủy Santiago de Cuba                                                                                               | 10/2016-4/2021    |                                  |
| 86  | Denny Legrá Azahares                     |                                                      | Bí thư thứ nhất Tỉnh ủy Guantánamo |                        | Bí thư thứ nhất Tỉnh ủy Guantánamo | 10/2016-4/2021    |                                  |
| 87  | Joel Queipo Ruiz                         |                                                      | Bí thư thứ nhất Thành ủy San Miguel del Padrón (La Habana)                                                                             |                        | Bí thư thứ nhất Thành ủy San Miguel del Padrón (La Habana)                                                                             | 10/2016-4/2021    |                                  |
| 88  | Rafael Pérez Fernández                   |                                                      | Bí thư thứ nhất Thành ủy Guantanamo (Guantánamo)                                                                                       |                        | Bí thư thứ nhất Thành ủy Guantanamo (Guantánamo)                                                                                       | 10/2016-4/2021    |                                  |
| 89  | Grisel Socarrás Desvernine               |                                                      | Bí thư thứ nhất Thành ủy San Cristóbal (Artemisa)                                                                                      |                        | Bí thư thứ nhất Thành ủy San Cristóbal (Artemisa)                                                                                      | 10/2016-4/2021    |                                  |
| 90  | Arelis Marrero Guerrero                  |                                                      | Bí thư thứ nhất Thành ủy Banes (Holguín)                                                                                               |                        | Bí thư thứ nhất Thành ủy Banes (Holguín)                                                                                               | 10/2016-4/2021    |                                  |
| 91  | Jorge Luis Broche Lorenzo                |                                                      | Bí thư thứ nhất Thành ủy Placetas (Villa Clara)                                                                                        |                        | Bí thư thứ nhất Thành ủy Placetas (Villa Clara)                                                                                        | 10/2016-4/2021    |                                  |
| 92  | Yuniasky Crespo Baquero                  |                                                      | Bí thư thứ nhất Ủy ban Quốc gia Đoàn Thanh niên Cộng sản                                                                               |                        | Ủy viên Thường vụ Tỉnh ủy La Habana | 10/2016-4/2021    |                                  |
| 93  | Yanina de la Nuez Aclich                 |                                                      | Ủy viên Thường vụ Tỉnh ủy Mayabeque |                        | Ủy viên Thường vụ Tỉnh ủy Mayabeque | 10/2016-4/2021    |                                  |
| 94  | Yudí Rodríguez Hernández                 |                                                      | Ủy viên Thường vụ Tỉnh ủy Villa Clara                                                                                                  |                        | Ủy viên Thường vụ Tỉnh ủy Villa Clara                                                                                                  | 10/2016-4/2021    |                                  |
| 95  | Julio César Rodríguez Pimentel           |                                                      | Ủy viên Thường vụ Tỉnh ủy Pinar del Río                                                                                                |                        | Ủy viên Thường vụ Tỉnh ủy Pinar del Río                                                                                                | 10/2016-4/2021    |                                  |
| 96  | Zaida Correa Gutiérrez                   |                                                      | Ủy viên Thường vụ Tỉnh ủy Santiago de Cuba                                                                                             |                        | Ủy viên Thường vụ Tỉnh ủy Santiago de Cuba                                                                                             | 10/2016-4/2021    |                                  |
| 97  | Adela Ruiz Villazón                      |                                                      | Bí thư Thành ủy Cruces, Cienfuegos |                        | Ủy viên Thường vụ Tỉnh ủy Cienfuegos                                                                                                   | 10/2016-4/2021    |                                  |
| 98  | Suselys Morfa González                   |                                                      | Bí thư thứ hai Ủy ban Quốc gia Đoàn Thanh niên Cộng sản                                                                                |                        | Bí thư thứ nhất Ủy ban Quốc gia Đoàn Thanh niên Cộng sản                                                                               | 10/2016-4/2021    |                                  |
| 99  | Misleydi Abad Modey                      |                                                      | Bí thư thứ nhất tỉnh đoàn Ciego de Ávila                                                                                               |                        | Bí thư thứ nhất tỉnh đoàn Ciego de Ávila                                                                                               | 10/2016-4/2021    |                                  |
| 100 | Yoerky Sánchez Cuéllar                   |                                                      | Giám đốc Văn phòng Thông tin Quốc gia Tổng biên tập báo Juventud Rebelde                                                               |                        | Giám đốc Văn phòng Thông tin Quốc gia Tổng biên tập báo Juventud Rebelde                                                               | 10/2016-4/2021    |                                  |
| 101 | Luis Alberto Rodríguez López-Calleja     |                                                      | Chủ Tịch Điều Hành Nhóm Quản Trị Kinh Doanh của Lực Lượng Vũ Trang Cách Mạng                                                           |                        | Chủ Tịch Điều Hành Nhóm Quản Trị Kinh Doanh của Lực Lượng Vũ Trang Cách Mạng                                                           | 10/2016-4/2021    |                                  |
| 102 | Iris Quiñones Rojas                      |                                                      | Chủ tịch Tập đoàn Doanh nghiệp Công nghiệp thực phẩm                                                                                   |                        | Chủ tịch Tập đoàn Doanh nghiệp Công nghiệp thực phẩm                                                                                   | 10/2016-4/2021    |                                  |
| 103 | Mayra Arevich Marín                      |                                                      | Chủ tịch điều hành công ty viễn thông nhà nước Cuba ETECSA                                                                             |                        | Chủ tịch điều hành công ty viễn thông nhà nước Cuba ETECSA                                                                             | 10/2016-4/2021    |                                  |
| 104 | Liz Belkis Rosabal Ponce                 |                                                      | Giám đốc Phòng thí nghiệm đốt cháy Công ty Kỹ thuật và Công trình điện Cienfuegos                                                      |                        | Giám đốc Phòng thí nghiệm đốt cháy Công ty Kỹ thuật và Công trình điện Cienfuegos                                                      | 10/2016-4/2021    |                                  |
| 105 | Omar Ramírez Mendoza                     |                                                      | Tổng Giám đốc Nhà máy Nhiệt điện Đông Havana ở Mayabeque                                                                               |                        | Tổng Giám đốc Nhà máy Nhiệt điện Đông Havana ở Mayabeque                                                                               | 10/2016-4/2021    |                                  |
| 106 | Carlos Borrero Cos                       |                                                      | Tổng Giám đốc Công ty Quân sự Công nghiệp "Ignacio Agramonte Loynaz" ở Camagüey                                                        |                        | Tổng Giám đốc Công ty Quân sự Công nghiệp "Ignacio Agramonte Loynaz" ở Camagüey                                                        | 10/2016-4/2021    |                                  |
| 107 | Lixandre Hernández Viera                 |                                                      | Tổng Giám đốc Công ty Oleohydraulic tại Cienfuegos                                                                                     |                        | Tổng Giám đốc Công ty Oleohydraulic tại Cienfuegos                                                                                     | 10/2016-4/2021    |                                  |
| 108 | Dayamí Rodríguez García                  |                                                      | Giám đốc Cơ quan Cơ khí (SOMEC) tại Camagüey                                                                                           |                        | Giám đốc Cơ quan Cơ khí (SOMEC) tại Camagüey                                                                                           | 10/2016-4/2021    |                                  |
| 109 | Gladys Esther Palazón Herrera            |                                                      | Trưởng nhóm nghiên cứu tại “Jesús Suárez Gayol” Công ty khai thác dầu mỏ phía Tây tại Santa Cruz del Norte, Mayabeque                  |                        | Trưởng nhóm nghiên cứu tại “Jesús Suárez Gayol” Công ty khai thác dầu mỏ phía Tây tại Santa Cruz del Norte, Mayabeque                  | 10/2016-4/2021    |                                  |
| 110 | Yixi María Guerrero Pupo                 |                                                      | Chuyên gia đơn vị doanh nghiệp cơ bản (UEB) Majibacoa Mill tại Las Tunas                                                               |                        | Chuyên gia đơn vị doanh nghiệp cơ bản (UEB) Majibacoa Mill tại Las Tunas                                                               | 10/2016-4/2021    |                                  |
| 111 | Yusleidys Menéndez Seijo                 |                                                      | Chủ tịch của "Francisco Pérez Germán" tín dụng hợp tác và dịch vụ (CCS) tại Minas de Matahambre, Pinar del Río                         |                        | Chủ tịch của "Francisco Pérez Germán" tín dụng hợp tác và dịch vụ (CCS) tại Minas de Matahambre, Pinar del Río                         | 10/2016-4/2021    |                                  |
| 112 | José Alberto González Sánchez            |                                                      | Chủ tịch Hiệp hội sản xuất nông nghiệp "Paquito González" (CPA) tại Baraguá, Ciego de Ávila                                            |                        | Chủ tịch Hiệp hội sản xuất nông nghiệp "Paquito González" (CPA) tại Baraguá, Ciego de Ávila                                            | 10/2016-4/2021    |                                  |
| 113 | Ramón Velázquez Núñez                    |                                                      | Quản lý đơn vị sản xuất hợp tác cơ bản “El Macho” (UBPC) tại Guamá, Santiago de Cuba                                                   |                        | Quản lý đơn vị sản xuất hợp tác cơ bản “El Macho” (UBPC) tại Guamá, Santiago de Cuba                                                   | 10/2016-4/2021    |                                  |
| 114 | Darilis Torres Aldana                    |                                                      | Nông dân nhỏ hợp tác xã tín dụng và dịch vụ Antero Regalado ở Sierra de Cubitas, Camagüey                                              |                        | Nông dân nhỏ hợp tác xã tín dụng và dịch vụ Antero Regalado ở Sierra de Cubitas, Camagüey                                              | 10/2016-4/2021    |                                  |
| 115 | Edina de la Caridad Madan Herrera        |                                                      | Chuyên gia sản xuất trong đơn vị di truyền lợn "El Lage" ở Consolación del Sur, Pinar del Río                                          |                        | Chuyên gia sản xuất trong đơn vị di truyền lợn "El Lage" ở Consolación del Sur, Pinar del Río                                          | 10/2016-4/2021    |                                  |
| 116 | Tasman Mairs Santiesteban                |                                                      | Giám đốc sản xuất tại nhà máy đường UEB "Uruguay" ở Sancti Spíritus                                                                    |                        | Giám đốc sản xuất tại nhà máy đường UEB "Uruguay" ở Sancti Spíritus                                                                    | 10/2016-4/2021    |                                  |
| 117 | Sulema Guevara Aguilar                   |                                                      | Kỹ thuật viên sản xuất tại Công nghiệp đường UEB "Roberto Ramírez Delgado" ở Niquero, Granma                                           |                        | Kỹ thuật viên sản xuất tại Công nghiệp đường UEB "Roberto Ramírez Delgado" ở Niquero, Granma                                           | 10/2016-4/2021    |                                  |
| 118 | Julio Cárdenas Abreu                     |                                                      | Giám đốc Công ty Nông nghiệp Esmeralda ở Camagüey                                                                                      |                        | Giám đốc Công ty Nông nghiệp Esmeralda ở Camagüey                                                                                      | 10/2016-4/2021    |                                  |
| 119 | Francisco Pol Fiz                        |                                                      | Chuyên gia chính về các chất dẫn xuất mía đường tại nhà máy Sorbitol, UEB Mía đường Trung ương "Ignacio Agramonte" ở Florida, Camagüey |                        | Chuyên gia chính về các chất dẫn xuất mía đường tại nhà máy Sorbitol, UEB Mía đường Trung ương "Ignacio Agramonte" ở Florida, Camagüey | 10/2016-4/2021    |                                  |
| 120 | Eusebio Leal Spengler                    |                                                      | Sử gia Havana |                        | Sử gia Havana | 10/2016-4/2021    |                                  |
| 121 | Anisia Ruíz Gutiérrez                    |                                                      | Hiệu trưởng trường Đại học "Máximo Gómez Báez" ở Ciego de Ávila                                                                        |                        | Hiệu trưởng trường Đại học "Máximo Gómez Báez" ở Ciego de Ávila                                                                        | 10/2016-4/2021    |                                  |
| 122 | Anabel Naranjo Paz                       |                                                      | Giáo sư tại Đại học Holguin |                        | Giáo sư tại Đại học Holguin | 10/2016-4/2021    |                                  |
| 123 | Dallimy Muñoz Rodríguez                  |                                                      | Thợ thủ công của Hiệp hội các nghệ nhân và nghệ sĩ Cuba trong Cruces, Cienfuegos                                                       |                        | Thợ thủ công của Hiệp hội các nghệ nhân và nghệ sĩ Cuba trong Cruces, Cienfuegos                                                       | 10/2016-4/2021    |                                  |
| 124 | Yamilka Jaque Flores                     |                                                      | Vũ công từ Công ty Khiêu vũ "Camagua" ở Camagüey                                                                                       |                        | Vũ công từ Công ty Khiêu vũ "Camagua" ở Camagüey                                                                                       | 10/2016-4/2021    |                                  |
| 125 | Bolivia Tamara Cruz Martínez             |                                                      | Phóng viên đài phát thanh Progreso ở Villa Clara                                                                                       |                        | Phóng viên đài phát thanh Progreso ở Villa Clara                                                                                       | 10/2016-4/2021    |                                  |
| 126 | Mayté Cabrera Hernández                  |                                                      | Giám lý tại Đại học Khoa học Y khoa tại Pinar del Río                                                                                  |                        | Giám lý tại Đại học Khoa học Y khoa tại Pinar del Río                                                                                  | 10/2016-4/2021    |                                  |
| 127 | Yuri Belén Ramírez                       |                                                      | Trưởng khoa Khoa học Xã hội và Nhân văn tại Đại học Artemisa                                                                           |                        | Trưởng khoa Khoa học Xã hội và Nhân văn tại Đại học Artemisa                                                                           | 10/2016-4/2021    |                                  |
| 128 | Bárbara Rodríguez Sánchez                |                                                      | Nghiên cứu viên phụ trợ tại Viện Khoa học động vật ở San José de las Lajas, Mayabeque                                                  |                        | Nghiên cứu viên phụ trợ tại Viện Khoa học động vật ở San José de las Lajas, Mayabeque                                                  | 10/2016-4/2021    |                                  |
| 129 | Omara Rojas Martínez                     |                                                      | Nghiên cứu viên và Phó Giám đốc Nhân sự tại Trạm Nghiên cứu Lãnh thổ của Đông nam đỉnh Đường ở Palma Soriano, Santiago de Cuba         |                        | Nghiên cứu viên và Phó Giám đốc Nhân sự tại Trạm Nghiên cứu Lãnh thổ của Đông nam đỉnh Đường ở Palma Soriano, Santiago de Cuba         | 10/2016-4/2021    |                                  |
| 130 | Divis Nubia Vázquez Rogena               |                                                      | Chuyên gia về Y học nội khoa tại bệnh viện "Vladimir Ilich Lenin" ở Holguín                                                            |                        | Chuyên gia về Y học nội khoa tại bệnh viện "Vladimir Ilich Lenin" ở Holguín                                                            | 10/2016-4/2021    |                                  |
| 131 | María Jesús Martínez Martínez            |                                                      | Giám đốc Phòng khám Đa khoa Manuel González Díaz tại Bahía Honda, Artemisa                                                             |                        | Giám đốc Phòng khám Đa khoa Manuel González Díaz tại Bahía Honda, Artemisa                                                             | 10/2016-4/2021    |                                  |
| 132 | Iraimis García Sánchez                   |                                                      | Phó Giám đốc Hỗ trợ Y tế tại bệnh viện "Ramón González Coro" Gyneco-Obstetric tại Havana                                               |                        | Phó Giám đốc Hỗ trợ Y tế tại bệnh viện "Ramón González Coro" Gyneco-Obstetric tại Havana                                               | 10/2016-4/2021    |                                  |
| 133 | Miguel Barnet Lanza                      |                                                      | Chủ tịch Hiệp hội Nhà văn và Nghệ sĩ Quốc gia Cuba                                                                                     |                        | Chủ tịch Hiệp hội Nhà văn và Nghệ sĩ Quốc gia Cuba                                                                                     | 10/2016-4/2021    |                                  |
| 134 | Carlos Rafael Miranda Martínez           |                                                      | Điều phối viên Quốc gia của Ủy ban Bảo vệ Cách mạng                                                                                    |                        | Điều phối viên Quốc gia của Ủy ban Bảo vệ Cách mạng                                                                                    | 10/2016-4/2021    |                                  |
| 135 | Rafael Ramón Santiesteban Pozo           |                                                      | Chủ tịch Hiệp hội Nông dân nhỏ Quốc gia                                                                                                |                        | Chủ tịch Hiệp hội Nông dân nhỏ Quốc gia                                                                                                | 10/2016-4/2021    |                                  |
| 136 | José Carrillo Gómez                      |                                                      | Chủ Tịch Hiệp Hội Các Chiến Sĩ Cách Mạng Cuba                                                                                          |                        | Chủ Tịch Hiệp Hội Các Chiến Sĩ Cách Mạng Cuba                                                                                          | 10/2016-4/2021    |                                  |
| 137 | Martha Magdalena Villanueva Herrera      |                                                      | Thư ký Văn phòng Công đoàn Xây dựng Du lịch tại Havana, Liên hiệp các công trình xây dựng quân sự                                      |                        | Thư ký Văn phòng Công đoàn Xây dựng Du lịch tại Havana, Liên hiệp các công trình xây dựng quân sự                                      | 10/2016-4/2021    |                                  |
| 138 | Isdalis Rodríguez Rodríguez              |                                                      | Tổng thư ký Liên đoàn Lao động Tỉnh ủy Matanzas                                                                                        |                        | Tổng thư ký Liên đoàn Lao động Tỉnh ủy Matanzas                                                                                        | 10/2016-4/2021    |                                  |
| 139 | Yaisel Osvaldo Pieter Terry              |                                                      | Tổng thư ký Liên đoàn Lao động Thành ủy Santa Clara, Villa Clara                                                                       |                        | Tổng thư ký Liên đoàn Lao động Thành ủy Santa Clara, Villa Clara                                                                       | 10/2016-4/2021    |                                  |
| 140 | Marisol Fuentes Ferrer                   |                                                      | Tổng thư ký Liên đoàn Lao động Tỉnh ủy Mayabeque                                                                                       |                        | Tổng thư ký Liên đoàn Lao động Tỉnh ủy Mayabeque                                                                                       | 10/2016-4/2021    |                                  |
| 141 | Carlos Fernández Gondín                  |                                                      | Bộ trưởng Bộ Nội vụ |                        | Bộ trưởng Bộ Nội vụ | 10/2016-1/2017    | Mất khi tại nhiệm                |
| 142 | Armando Hart Dávalos                     |                                                      | Chủ tịch Hội Văn hóa "José Martí" |                        | Chủ tịch Hội Văn hóa "José Martí" | 10/2016-1/2017    | Mất khi tại nhiệm                |

## Thống kê
Danh sách đầy đủ 142 ủy viên Ban Chấp hành Trung ương Đảng được bầu bởi Đại hội Đảng lần thứ 7, trong đó, theo báo cáo của Bí thư thứ nhất Raúl Castro có 44,37% là ủy viên phụ nữ, và 35,92% là ủy viên da màu và dân tộc.